# L'advocada extraordinària Woo
L'advocada extraordinària Woo (en hangul, 이상한 변호사 우영우) és una sèrie de televisió de Corea del Sud del 2022 protagonitzada per Park Eun-bin en el paper principal, juntament amb Kang Tae-oh i Kang Ki-young.
L'argument segueix a Woo Young-woo, una advocada novella amb síndrome d'Asperger (espectre autista) contractada per un important despatx d'advocats de Seül. La seva intel·ligència, memòria fotogràfica i pensament creatiu l'ajuden a resoldre casos, però també es troba amb dificultats per les seves habilitats socials.
L'advocada extraordinària Woo va batre el rècord de share més alt de la història del canal televisiu sud-coreà ENA. Va tenir una gran rebuda per part de l'audiència, i el seu darrer episodi va enregistrar un 17,5% del share a tot el país, cosa que el converteix en el vuitè drama coreà amb més puntuació de la història de la televisió per cable coreana i el setè drama de televisió amb més puntuació per nombre d'espectadors.

## Sinopsi
La sèrie explica la història de Woo Young-woo, una advocada amb autisme criada pel seu pare solter. Manté la seva amistat amb Dong Geu-ra-mi, una noia excèntrica que havia sigut la seva companya de classe a l'institut i l'havia protegit de l'assetjament escolar. La Woo es gradua en Dret a la Universitat Nacional de Seül amb la millor nota de la seva classe però, com que té autisme, els despatxos d'advocats no la contracten. Finalment, gràcies a una connexió del seu pare, obté la seva primera feina a Hanbada, un gran despatx d'advocats de Seül. La intel·ligència i la memòria fotogràfica de l'advocada Woo l'ajuden a convertir-se en una excel·lent advocada, ja que és capaç de recordar les lleis i tot allò que llegeix, veu o sent perfectament.
Com que té una manera de comunicar-se diferent a la dels seus companys neurotípics, a l'inici alguns troben difícil o estrany treballar amb ella però, a mesura que avança la sèrie, moltes de les persones que coneix, com ara el seu advocat supervisor, Jung Myung-seok, la seva companya i companya de la facultat de dret, Choi Su-yeon, i el personal d'assistència legal Lee Jun-ho, s'adapten a ella a mesura que aprèn l'ofici d'advocada. Però també es troba amb persones que tenen prejudicis contra ella i contra les persones amb discapacitat, inclòs el seu col·lega Kwon Min-woo, que sovint intenta sabotejar-la.
Molts dels casos legals de la sèrie impliquen qüestions legals complicades i, de vegades, qüestions ètiques difícils. L'enfocament de l'advocada Woo sovint és únic i ajuda a resoldre casos de maneres inesperades.
Al llarg de la sèrie també es descobreixen més detalls sobre els pares de la Woo, una història relacionada amb la rivalitat entre dos dels bufets d'advocats més importants de Seül.
Plantilla:Television ratings graph

## Rebuda

### Audiència
El primer episodi de L'advocada extraordinària Woo va obtenir un share a nivell nacional del 0,9%. En el tercer episodi, que va arribar al 4,0%, va establir el rècord de valoració més alta de la història d'ENA.
La sèrie va ser la sèrie de parla no-anglesa més vista a tot el món a Netflix durant les setmanes del 4 al 10 de juliol i de l'11 al 17 de juliol de 2022, amb 23,9 milions d'espectadors i 45,5 milions d'hores reproduïdes, classificant-se així entre les deu sèries més vistes en 12 i 22 països, respectivament. Durant la setmana del 18 al 24 de juliol, va ser el segon programa de parla no-anglesa més vist, amb 55 milions d'hores de visualització. També va ser la sèrie més vista a 8 països i va aparèixer entre les deu primeres en altres 27. La sèrie va tornar al capdamunt de la llista durant la setmana del 25 al 31 de juliol, amb 65,5 milions d'hores de visualització, i va ser el programa més vist a 19 països, mentre que es va classificar entre els deu primers en 25 més. Extraordinary Attorney Woo va continuar encapçalant les llistes durant sis setmanes consecutives més després del seu final, acumulant 348,15 milions d'hores de visualització.
La sèrie va passar a ser el "sisè programa de parla no-anglesa més popular de tots els temps" a Netflix i es va mantenir "20 setmanes a la llista dels 10 millors programes de parla no-anglesa mundials".

### Impacte
La sèrie va esdevenir un fenomen cultural a Corea del Sud i va iniciar una sèrie de tendències. A conseqüència del seu èxit internacional, la sèrie es considera un dels K-drames que difonen l'anomenada ona coreana a nivell internacional. Les vendes de gimbap van experimentar un augment dràstic a nivell mundial, cosa que s'ha atribuït al fet que és el menjar preferit de la Woo. El lledoner de 500 anys que apareix a la sèrie va ser designat monument natural per l'Administració del Patrimoni Cultural de Corea després d'haver rebut un augment de visitants diaris. La sèrie també ha contribuït a augmentar el nombre de protagonistes femenines a les sèries coreanes. Bloomberg va informar que, impulsat per l'èxit instantani del drama, les accions de la seva productora AStory van augmentar un 82%.